# Herlev Station
Herlev Station er en station på Frederikssundbanen, og er dermed en del af Københavns S-togs-netværk. Stationen består af to spor med en delvist overdækket øperron imellem. En gangtunnel giver adgang til en busterminal på den nordlige side af stationen og villaområdet syd for. Lidt vest for stationen krydses banen af Herlev Ringvej på en bro, hvor der er busstoppesteder, der kan nås via trapper. Stationen har desuden et vendespor, der dog ikke bruges i normalt drift, samt nogle sidespor til arbejdskøretøjer.
I forbindelse med anlæggelsen af Hovedstadens Letbane kommer der en letbanestation på broen for Herlev Ringvej. Letbanestationen kommer til at ligge midt på broen og kommer til at bestå af to spor med en øperron imellem. Letbanestationen forventes at åbne i sommeren 2026.
Det er planlagt, at Herlev stations S-togsperron skal flyttes cirka 200 meter mod vest, så den får ny adgang direkte til og fra letbanen. Banedanmark forventer, at den nye perron står færdig og køreklar i efteråret 2026.

## Busterminal
Busterminalen på selve stationspladsen består af fem stoppesteder:
- 155 mod Herlev st. (ringlinje)
- 165 mod Gladsaxe Trafikplads
- 167 mod Herlev st. (ringlinje)
- 168 mod Herlev st. (ringlinje)
- 161 mod Rødovre st.

På Herlev Ringvej ved nedgangen til stationen er der følgende to stoppesteder:
- 300S mod Ishøj st./Glostrup st.
- 300S mod Gl. Holte, Øverødvej/Lyngby st.

På Herlev Hovedgade, 400 m fra stationen, er der følgende to stoppesteder:
- 5C mod Københavns Lufthavn/Sundbyvester Plads; 350S mod Nørreport st.
- 5C mod Herlev Hospital; 350S mod Ballerup st.

## Galleri
- Wikimedia Commons har flere filer relateret til Herlev Station

- Stationen set fra sydsiden.
- Busterminalen på nordsiden.
- Indenfor på stationen.
- Flapskilte og rejsekortstandere.
- Linje C til Frederikssund.
- Den gamle stationsbygning.

## Antal rejsende
Ifølge Østtællingen var udviklingen i antallet af dagligt afrejsende med S-tog:
| År   | Antal | År   | Antal | År   | Antal | År   | Antal |
| ---- | ----- | ---- | ----- | ---- | ----- | ---- | ----- |
| 1957 | -     | 1974 | 4.239 | 1991 | 6.180 | 2001 | 4.667 |
| 1960 | -     | 1975 | 3.875 | 1992 | 5.996 | 2002 | 4.507 |
| 1962 | -     | 1977 | 3.630 | 1993 | 5.946 | 2003 | 4.565 |
| 1964 | -     | 1979 | 4.744 | 1995 | 5.259 | 2004 | 4.606 |
| 1966 | -     | 1981 | 5.142 | 1996 | 5.225 | 2005 | 4.813 |
| 1968 | 4.090 | 1984 | 5.447 | 1997 | 5.262 | 2006 | 4.794 |
| 1970 | 4.494 | 1987 | 5.212 | 1998 | 5.362 | 2007 | 4.853 |
| 1972 | 4.688 | 1990 | 6.381 | 2000 | 5.060 | 2008 | 5.058 |